# Шёлково (Ленинградская область)
Шёлково (фин. Solkkova) — деревня в Клопицком сельском поселении Волосовского района Ленинградской области.

## История
Впервые упоминается в Писцовой книге Водской пятины 1500 года как деревня Шлолкова в Ильинском Заможском погосте в Бегуницах.
Упоминается на карте Ингерманландии А. И. Бергенгейма, составленной по материалам 1676 года, как деревня Solkowa.
На шведской «Генеральной карте провинции Ингерманландии» 1704 года — как мыза Solkovahof и деревня Solkovaby.
Как деревня Солкова она обозначена на «Географическом чертеже Ижорской земли» Адриана Шонбека 1705 года.
Как деревня Шолково — на карте Ингерманландии А. Ростовцева 1727 года.
Согласно 8-й ревизии 1833 года мыза и деревня Шелково принадлежали генерал-майору П. Ф. Веймарну.
Как деревня Шелково, состоящая из 21 крестьянского двора, она упоминается на карте Санкт-Петербургской губернии Ф. Ф. Шуберта 1834 года.

ШОЛКОВО — деревня принадлежит генерал-адъютанту Веймарну, число жителей по ревизии: 70 м. п., 69 ж. п. (1838 год)

На карте Ф. Ф. Шуберта 1844 года она обозначена как деревня Шолково, также из 21 двора.
В пояснительном тексте к этнографической карте Санкт-Петербургской губернии П. И. Кёппена 1849 года она записана как деревня Solkowa (Шолкова) и указано количество её жителей на 1848 год: савакотов — 3 м. п., 4 ж. п., всего 7 человек, русских — 101 человек.
Согласно 9-й ревизии 1850 года деревня Шелково принадлежала помещице Августине Максимовне Веймарн.

ШЕЛКОВО — деревня генерала Веймарн, по просёлочной дороге, число дворов — 26, число душ — 68 м. п. (1856 год)

Согласно 10-й ревизии 1856 года деревня Шёлково принадлежала вдове Августине Максимовне Веймарн.
Согласно «Топографической карте частей Санкт-Петербургской и Выборгской губерний» 1860 года деревня называлась Шелково и состояла из 26 крестьянских дворов.

ШЕЛКОВО — деревня владельческая при колодцах, по правую сторону Нарвского тракта в 48½ верстах от Петергофа, число дворов — 30, число жителей: 80 м. п., 63 ж. п. (1862 год)

В 1871—1876 годах временнообязанные крестьяне деревни выкупили свои земельные наделы у А. М. Веймарн и стали собственниками земли.

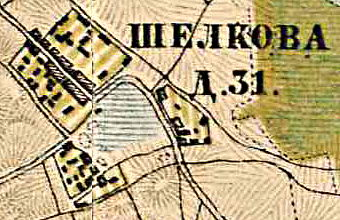
План деревни Шёлково. 1885 год

Согласно «Карте окрестностей Санкт-Петербурга» в 1885 году деревня называлась Шелкова и состояла из 31 крестьянского двора.
В конце XIX века деревня административно относилась к Бегуницкой волости 1-го стана Петергофского уезда Санкт-Петербургской губернии, в начале XX века — 2-го стана. Население деревни было смешанным — финско-русским.
К 1913 году количество дворов уменьшилось до 28.
С 1917 по 1921 год деревня Шелково входила в состав Шелковского сельсовета Бегуницкой волости Петергофского уезда.
С 1921 года в составе Каськовского сельсовета.
С 1923 года в составе Троцкого уезда.
С 1924 года в составе Тешковского сельсовета.
С 1926 года вновь в составе Каськовского сельсовета. Согласно данным переписи населения СССР 1926 года в деревне Шелково проживали 185 человек — большинство русские, а также финны.
С 1927 года в составе Волосовского района.
С 1928 года вновь в составе Тешковского сельсовета.
По данным 1933 года деревня Шёлково входила в состав Тешковского сельсовета Волосовского района.

План деревни Шёлково. 1938 год

Согласно топографической карте 1938 года деревня насчитывала 30 дворов.
C 1 августа 1941 года по 31 декабря 1943 года деревня находилась в оккупации.
С 1959 года вновь в составе Каськовского сельсовета.
С 1963 года в составе Кингисеппского района.
С 1965 года вновь в составе Волосовского района. В 1965 году население деревни Шелково составляло 113 человек.
По данным 1966 года деревня Шелково также находилась в составе Каськовского сельсовета.
По данным 1973 и 1990 годов деревня называлась Шолково и также входила в состав Каськовского сельсовета.
В 1997 году в деревне Шёлково проживали 26 человек, деревня входила в Каськовскую волость, в 2002 году — 52 человека (русские — 84 %), в 2007 году — 37 человек.
В мае 2019 года Губаницкое и Сельцовское сельские поселения вошли в состав Клопицкого сельского поселения.

## География
Деревня расположена в северо-восточной части района на автодороге 41К-051 (Каськово — Шёлково).
Расстояние до административного центра поселения — 4,8 км.
Расстояние до ближайшей железнодорожной станции Волосово — 28 км.

## Демография
| 1862 | 2002 | 2007 | 2010 | 2017 |
| ---- | ---- | ---- | ---- | ---- |
| 143  | ↘52  | ↘37  | ↗48  | ↘41  |

### Национальный состав
Согласно данным Всероссийской переписи населения 2021 года в деревне проживали 48 человек, из них:
 русские — 40, осетины — 2, украинцы — 2, молдаване — 1, финны — 1 человек, другие национальности — 2 человека.

## Улицы
Военный Городок, Лесная.